# Super-Charlie (film)
Super-Charlie är en svensk-dansk animerad familjefilm från 2024. Den är regisserad av Jon Holmberg, som även skrivit filmens manus. Filmen är baserad på karaktärerna från Camilla Läckbergs barnböcker om Super-Charlie.
Filmen hade biopremiär i Sverige den 25 december 2024, utgiven av Nordisk Film.

## Handling
Filmen kretsar kring Wille som är 10 år och hans lillebror Charlie. Wille har alltid drömt om att bli superhjälte och bekämpa brott. När hans lillebror Charlie föds krossas hans dröm. Charlie drar till sig all uppmärksamhet, och Wille upptäcker dessutom att Charlie har superkrafter. När en superskurk och en förvirrad vetenskapsman genomför sin onda plan måste Wille och Charlie lägga sina meningsskiljaktigheter åt sidan och arbeta som ett team.

## Röstskådespelare (i urval)
- Orlando Wahlsteen - Wille
- Silas Strand - Charlie
- Sven Björklund - Anton
- Ulla Skoog - Kerstin
- Tuva Novotny - mamma
- Johan Rödin - pappa
- Lily Wahlsteen - syster
- Joakim Jennefors - Inferio[8]
- Annie Lundin[5]

## Produktion
Filmen produceras av Nordisk Film Production och animeras av danska A.Film och svenska Sluggerfilm, i samproduktion med SVT, Film i Skåne, Nordisk Film Distribution och med stöd av Svenska Filminstitutet och Nordisk Film & TV-fond. Filmen distribueras av Nordisk Film.